# Верхнє Алентежу

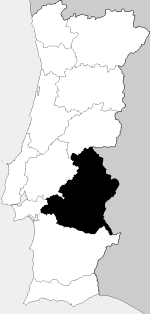
Алту-Алентежу

Ве́рхнє Аленте́жу (порт. Alto Alentejo, МФА: [ˈaɫ.tu ɐ.ɫẽ.ˈtɐj.ʒu]), або Ве́рхнє Зата́жжя — у 1936—1976 роках провінція Португалії. Розташовувалася на сході країни, за річкою Таг (португальською — Тежу). Адміністративний центр — місто Евора. Північна частина колишньої провінції Алентежу (Затажжя). У 1960 площа становила 13,3 тисяч км², населення — 408 000 осіб. Відомий своїм виноробством.

## Муніципалітети
Муніципалітети, що входили до складу Верхнього Алентежу в 1936—1979 роках:
Округ Евора (всі 14) 
1. Аландруал
2. Аррайолуш
3. Борба
4. Вендаш-Новаш
5. Віана-ду-Алентежу
6. Віла-Вісоза
7. Евора
8. Ештремош
9. Монтемор-у-Нову
10. Мора
11. Моран
12. Портел
13. Регенгуш-де-Монсараш
14. Редонду

Округ Порталегре (14 з 15)
1. Авіш
2. Алтер-ду-Шан
3. Арроншеш
4. Гавіан
5. Елваш
6. Кампу-Майор
7. Каштелу-де-Віде
8. Крату
9. Марван
10. Монфорте
11. Ніза
12. Порталегре
13. Созел
14. Фронтейра